# Шримангал
Шримангал (бенг. শ্রীমঙ্গল, англ. Sreemangal) — город на востоке Бангладеш, административный центр одноимённого подокруга. По данным переписи 2001 года, в городе проживало 21 596 человек, из которых мужчины составляли 53,33 %, женщины — соответственно 46,67 %. Уровень грамотности взрослого населения составлял 61,6 % (при среднем по Бангладеш показателе 43,1 %). 